# Myslív
Myslív är en ort i Tjeckien.   Den ligger i regionen Plzeň, i den västra delen av landet, 100 km sydväst om huvudstaden Prag. Myslív ligger 590 meter över havet och antalet invånare är 450.
Terrängen runt Myslív är huvudsakligen platt. Myslív ligger uppe på en höjd.Runt Myslív är det ganska tätbefolkat, med 52 invånare per kvadratkilometer. Närmaste större samhälle är Horažďovice, 13,9 km sydost om Myslív. Omgivningarna runt Myslív är en mosaik av jordbruksmark och naturlig växtlighet.

## Galleri

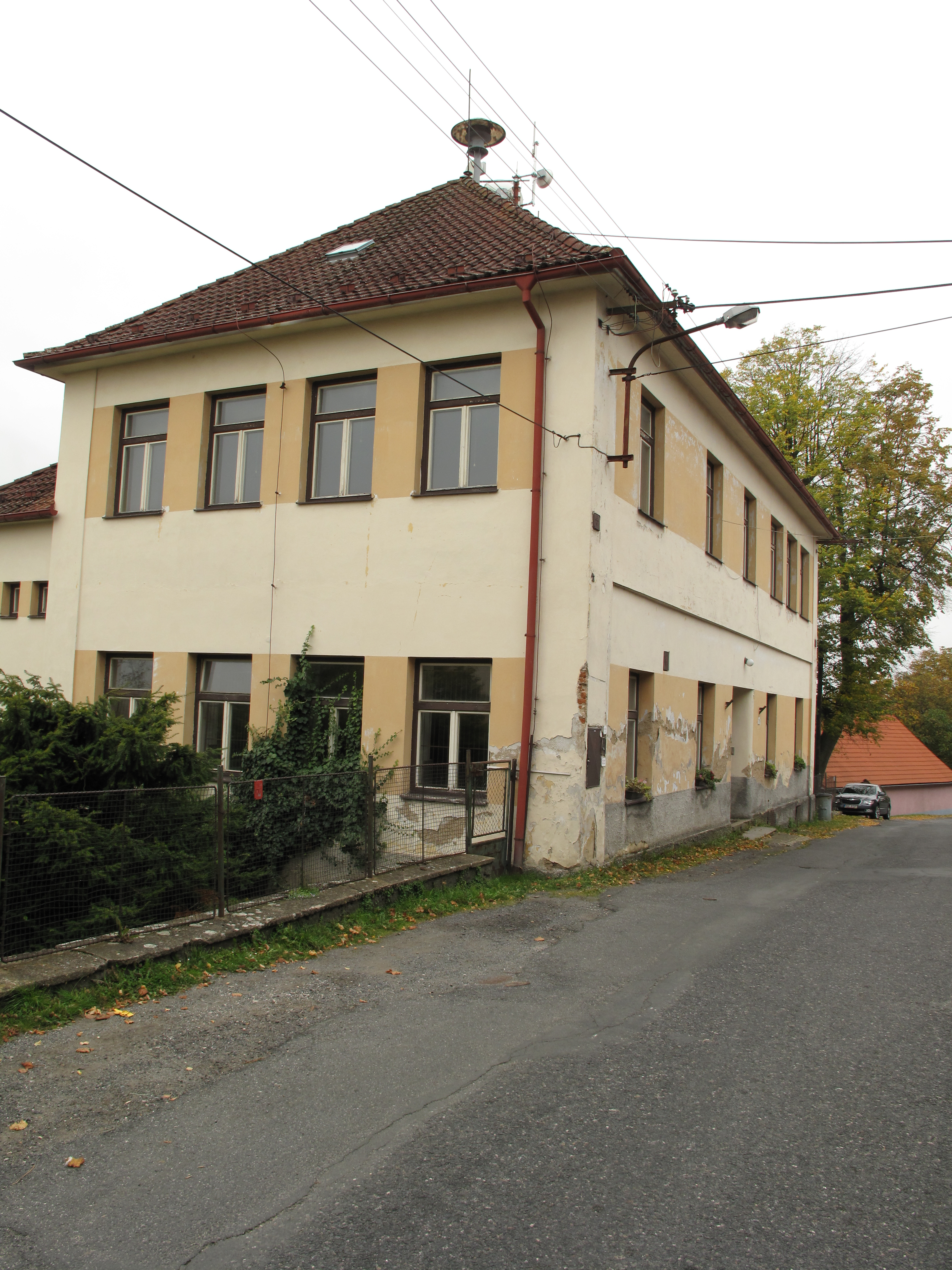
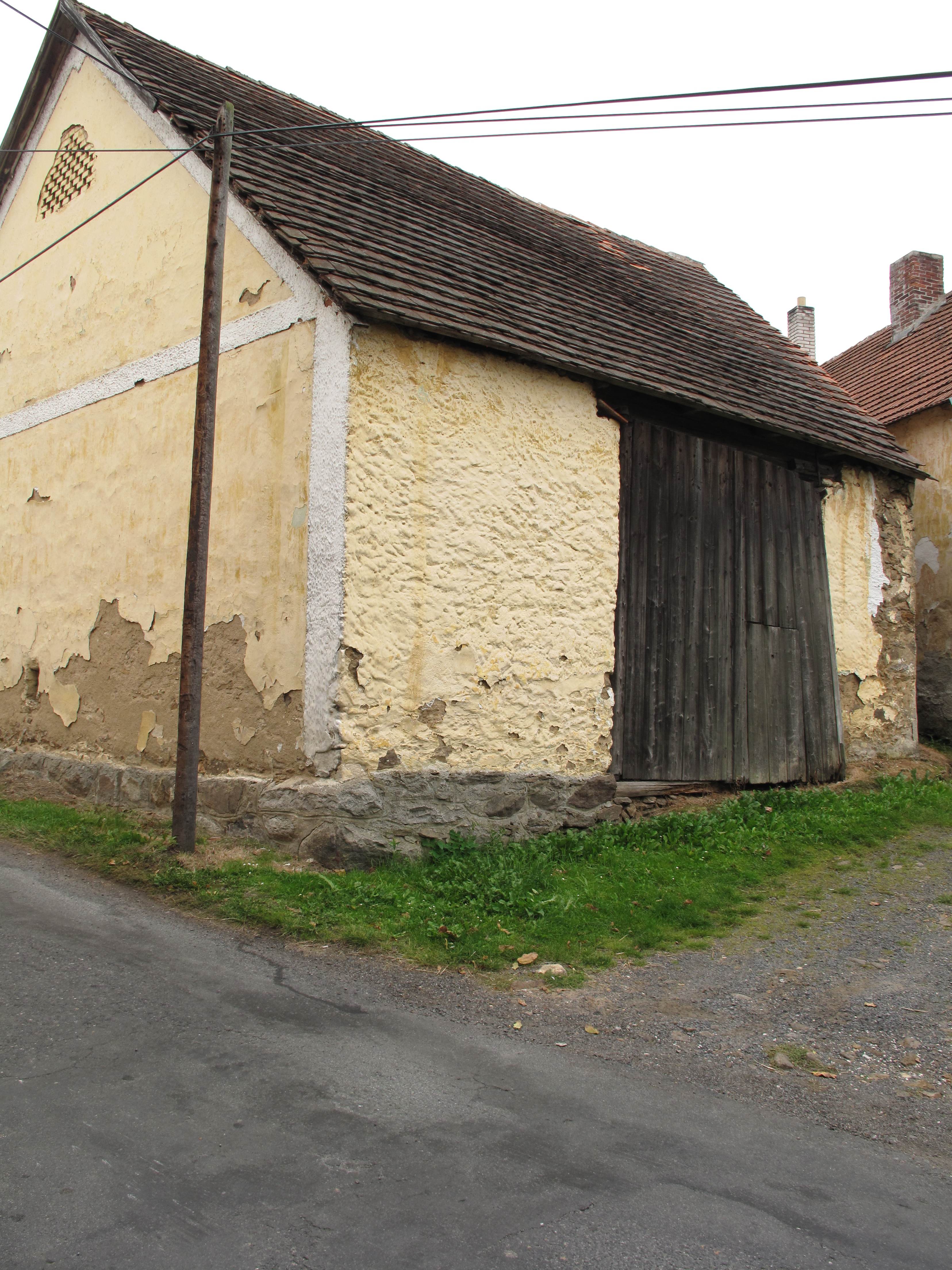
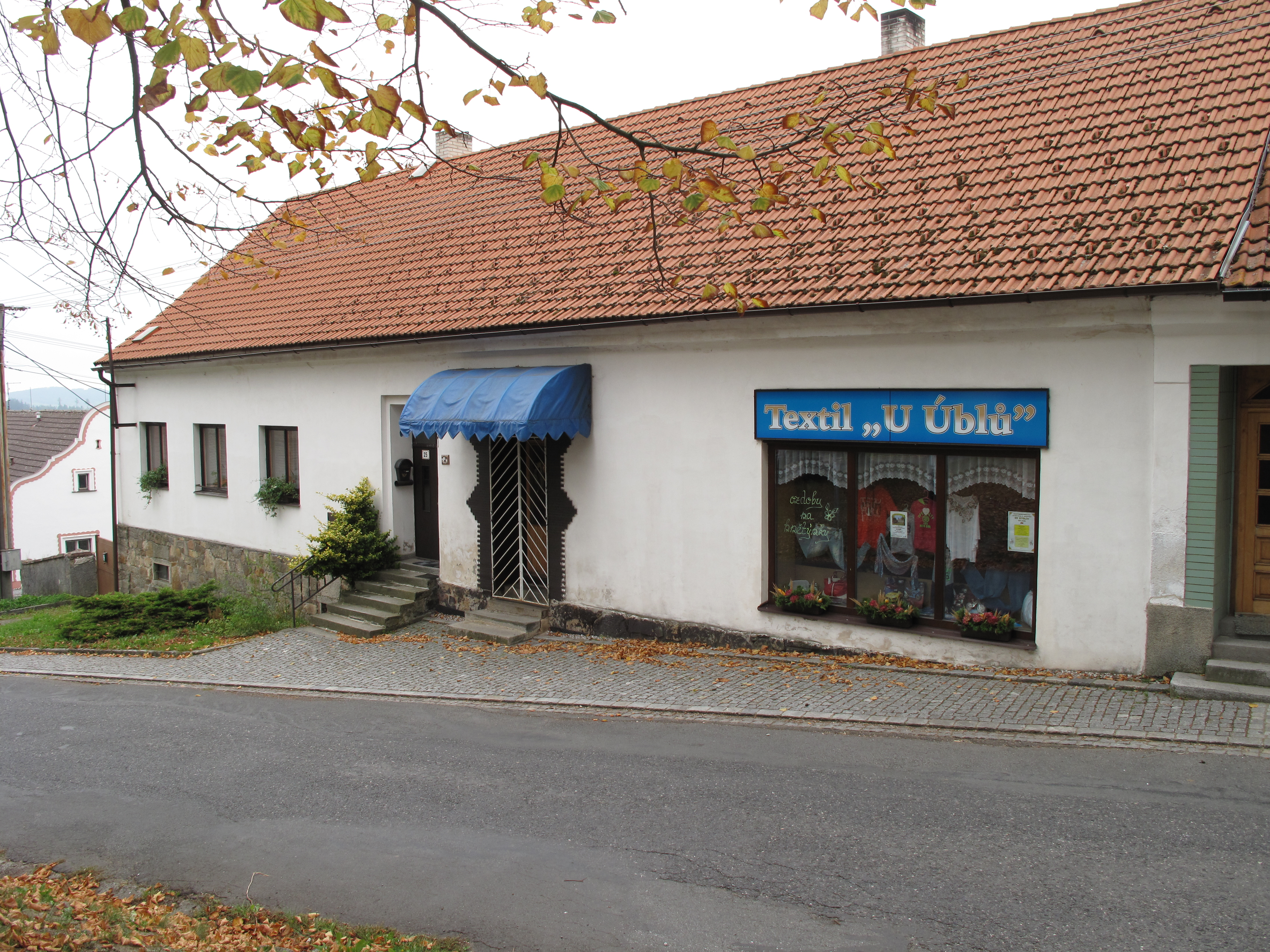